# Пугач Олександр Іванович
Олекса́ндр Іва́нович Пу́гач (1991, село Губин Локачинського району Волинської області) — солдат Збройних сил України, учасник війни на сході України. Член екіпаж танку Т-64М (командир — Микола Тишик, навідник-оператор — Андрій Мудрик та водій-механік Олександр Пугач) 51-ї окремої механізованої бригади, який 24 серпня 2014 р. у нерівному бою біля Донецька знищив два танки Т-72 російських окупантів, третій змусив до втечі, а на четвертому повернувся до своєї частини.

## Біографія
Народився у селі Губин Локачинського району. В дитинстві любив читати, перемагав на олімпіадах із математики. У Горохівському коледжі здобув професію бухгалтера, про яку давно мріяв. Працював охоронцем у приватній фірмі. Строкову службу проходив у навчальному центрі «Десна», тоді й отримав фах механіка-водія, тому, коли після мобілізації його зарахували до 51-ї окремої механізованої бригади і посадили на танк, швидко адаптувався.
Брав участь у боях біля Савур-могили.

## Танковий бій під Донецьком
24 серпня 2014 колона у складі чотирьох танків Т-72 та вантажівки з боєприпасами збройних сил Російської Федерації прямувала на один з блокпостів української армії під Донецьком з метою його знищити і прорватися в тил української оборони. Внаслідок відсутності протитанкових засобів в українських військовиків на блокпосту шанси вижити були малими, але хлопці все одно вирішили прийняти бій.
Маючи розвіддані про озброєння українських військових на блокпосту, російські окупанти були певні своєї перемоги, бо за своїми характеристиками сучасні Т-72, на яких воювали росіяни, набагато перевершували старенький Т-64М, який мали у розпорядженні українські бійці, й почали розгортати лінію танків для нападу. Тієї ж миті один з російських Т-72 запалав від точного попадання снарядом з українського танка, який вискочив із засади і з першого ж пострілу підбив ціль. Російські окупанти були збентежені вкрай, бо не сподівалися, що хтось їм наважиться протистояти. Не даючи противникові отямитися, екіпаж українського Т-64 наступним пострілом підбив вантажівку з боєприпасами (від чого ті почали вибухати один за одним) й розуміючи, що проти решти танків йому самому не встояти, почав маневрувати, намагаючись відійти. Російські танки Т-72 кинулися наздоганяти відважних українських танкістів по прямій, щоб не втрачати швидкість. Зрозумівши їхній маневр, Микола Тишик заманив два російські танки прямо в болото. В результаті один із танків затонув, а другий загруз у трясовинні. Російські танкісти зуміли покинути свої машини і втекти. Четвертий Т-72 російських окупантів теж почав відходити, але, на ходу стріляючи, поцілив у Т-64. Українським танкістам вдалося загасити вогонь, а згодом і витягти з болота загрузлий Т-72 за допомогою троса. На трофейному танкові бійці повернулися у табір 51-ї бригади.

## Подальша доля
Після демобілізації Олександр Пугач повернувся до рідного села. За словами батька українського вояка, він дізнався про подвиг сина тільки від сусіда, який прочитав про це в газеті.

## Нагороди
3 листопада 2015 року Президент України Петро Порошенко за особисту мужність і високий професіоналізм, виявлені у захисті державного суверенітету та територіальної цілісності України, вірність військовій присязі нагородив всіх бійців екіпажу Миколи Тишика орденами «За мужність» III ступеня.